# Ignacy Feliks Dobrzyński

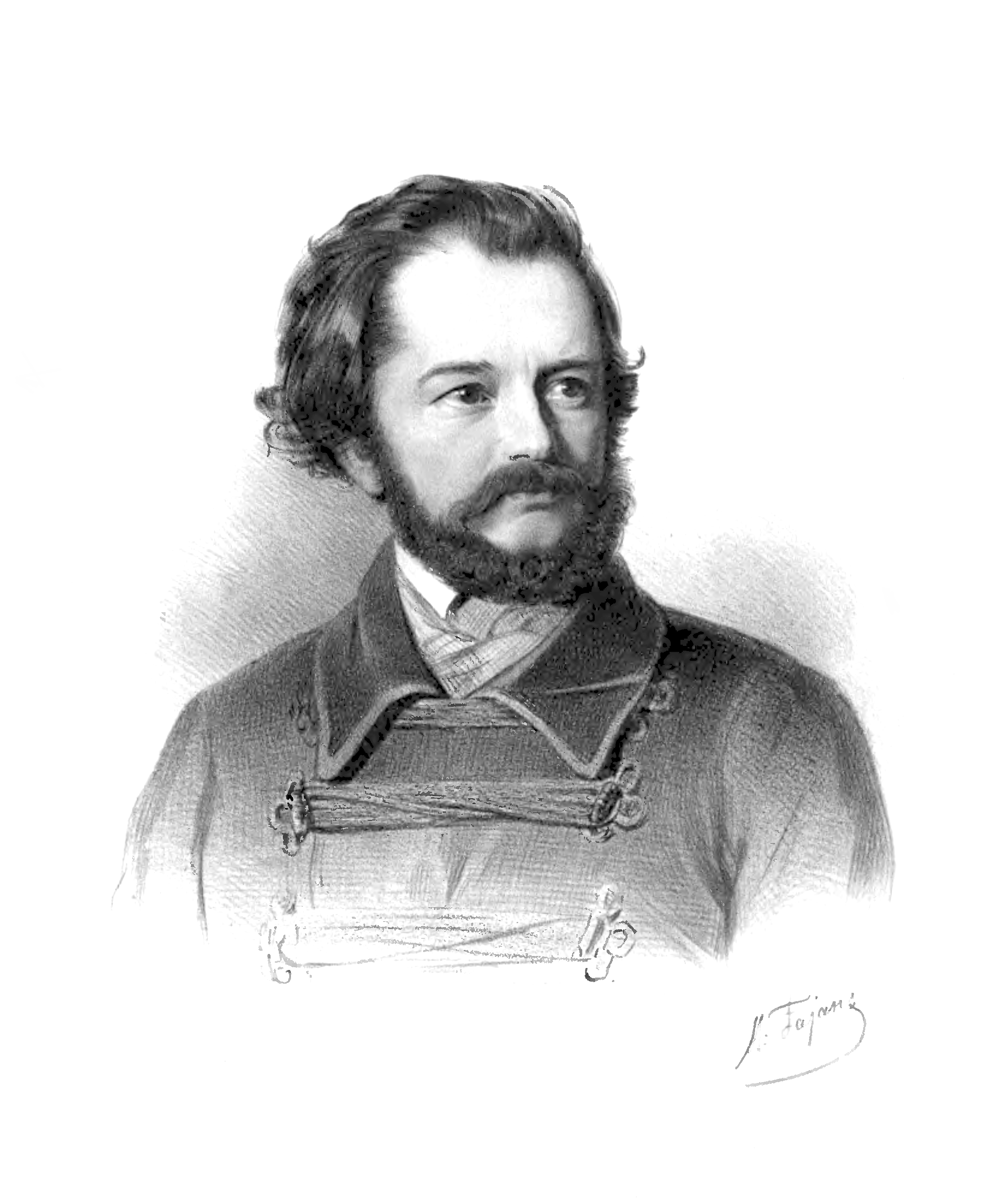
Porträt

Ignacy Feliks Dobrzyński (* 15. Februar 1807 in Romaniw; † 9. Oktober 1867 in Warschau) war ein polnischer Pianist und Komponist.

## Leben
Dobrzyński studierte gemeinsam mit Frédéric Chopin bei Józef Elsner. Er unternahm Konzertreisen durch Deutschland und wirkte als Opern- und Konzertdirigent.

## Werke
Er komponierte eine Oper (Monbar czyli Flibustierowie - Monbar oder die Flibustier, 1863), zwei Schauspielmusiken (zu Die Burggrafen von Victor Hugo, 1860 und zu Konrad Wallenrod von Adam Mickiewicz, 1859–65), Sinfonien, eine Orchesterfantasie, ein Klavierkonzert (1824), kammermusikalische Werke (darunter ein Sextett für zwei Violinen, Viola, zwei Violoncelli und Kontrabass), Klavierwerke und Lieder.
Großen Erfolg hatte seine erste Symphonie in c-Moll, die 1835 in Wien bei einem Symphonie-Preisausschreiben den zweiten Platz erzielte (den ersten Preis erhielt Franz Lachners Symphonia Passionata), die jedoch als verschollen gilt. Seine zweite Symphonie (Symfonia charakterystyczna) widmete Dobrzyński Nikolaus I.